# Cvetko Savov
Cvetko Ruskov Savov (in bulgaro Цветко Русков Савов?; Sofia, 28 marzo 1934) è un ex cestista bulgaro.

## Carriera
Con la Bulgaria ha disputato due edizioni dei Giochi olimpici (Melbourne 1956, Roma 1960) e tre edizioni dei Campionati europei (1959, 1961, 1963).